# EN 60601-2-34
Die EN 60601-2-34 mit dem Titel „Medizinische elektrische Geräte – Teil 2-34: Besondere Festlegungen für die Sicherheit einschließlich wesentlicher Leistungsmerkmale von invasiven Blutdruck-Überwachungsgeräten“ ist Teil der Normenreihe EN 60601.
Herausgeber der DIN-Norm DIN EN 60601-2-34 ist das Deutsche Institut für Normung.
Die Norm basiert auf der internationalen Fassung IEC 60601-2-34. Im Rahmen des VDE-Normenwerks ist die Norm als VDE 0750-2-34 klassifiziert, siehe DIN-VDE-Normen Teil 7.
Diese Ergänzungsnorm regelt allgemeine Festlegungen für die Sicherheit, Prüfungen und Richtlinien für invasive Blutdruckmessgeräte. Zweck ist es, Merkmale der Basissicherheit sowie Prüfungen zu beschreiben und zusätzlich Anleitungen für ihre Anwendung zu geben.

## Gültigkeit
Die deutsche Ausgabe 11.2001 ist ab ihrem Erscheinungsdatum als Deutsche Norm angenommen.
- Die aktuelle Fassung (11.2001) ist korrespondierend mit der 2. Ausgabe der DIN EN 60601-1 anzuwenden.
- Es wurde 1.2008 ein Entwurf zur Anwendung mit der 3. Ausgabe der DIN EN 60601-1 veröffentlicht.

## Anwendungsbereich
Diese Besonderen Festlegungen gelten für invasive Blutdrucküberwachungsgeräte und Messgeräte wie in 2.101 definiert, nachfolgend als Gerät bezeichnet. Diese Besonderen Festlegungen gelten nicht für Katheterschläuche, Katheternadeln, Luer-locks, Hähne und Hahnenbänke. 
Diese Besonderen Festlegungen gelten auch nicht für Nicht-invasive-Blutdrucküberwachungsgeräte.

## Zusatzinformation
Folgende geänderte Anforderungen sind in der EN 60601-2-34 enthalten (Auszug):
- Trennung
- Elektromagnetische Verträglichkeit (EMV)
- Gefahren durch Flüssigkeiten
- Genauigkeit der Ausgangswerte
- Alarme